# 俄羅斯—烏克蘭關係
俄羅斯—烏克蘭關係，又稱俄乌关系、乌俄关系，是指俄罗斯和烏克蘭之間的雙邊關係。兩國在1991年蘇聯解體後建交，當時俄羅斯在烏克蘭首都基輔設有駐烏大使館，亦在烏克蘭城市哈爾科夫、利沃夫和敖德薩設領事館；烏克蘭則在俄羅斯莫斯科設駐俄大使館，在俄羅斯城市顿河畔罗斯托夫、聖彼得堡、葉卡捷琳堡、秋明和符拉迪沃斯托克設領事館。2014年俄罗斯从乌克兰吞并克里米亚之后，两国关系已严重恶化，并时有军事冲突；至2020年，由于没有停止斗争，多年冲突已导致13,000—13,200人丧生；29,000—31,000人受伤。2022年2月24日，俄羅斯入侵烏克蘭，兩國關係徹底決裂。

## 概論
俄烏兩國關係複雜。俄羅斯總統普京於2008年在北約會議上表示，如果烏克蘭加入北約，俄羅斯將會吞併烏克蘭東部和克里米亞半島。有分析人士認為，目前俄羅斯決心阻止類似於烏克蘭橙色革命的民眾運動在俄羅斯發展，俄羅斯又一直利用其自然資源來欺壓國土面積較小的烏克蘭，但俄羅斯政府主張這說法是歸咎於他們，實情是烏克蘭內部的政治瓜葛造成僵局。2010年初，由於親俄的亞努科維奇當選烏克蘭總統，兩國關係得到改善；但在2014年，由于俄国入侵并占领克里米亞和顿巴斯在内的其他地区，烏克蘭中斷了大部分與俄羅斯的合作，兩國關係再度惡化。

## 歷史

### 基輔羅斯時代
烏俄兩國有著很多共同的歷史。由於白俄羅斯、俄羅斯及烏克蘭的共同前身——基輔羅斯在歷史上曾經非常的強大，烏克蘭的現代首都基輔常被稱為「俄羅斯城市之母」（英語：Mother of Russian Cities）或羅斯人文明的搖籃。

### 莫斯科公國及俄羅斯帝國時代
蒙古征服俄羅斯後，以東斯拉夫人為主體的古基輔羅斯滅亡，兩國共同的歷史開始出現分歧。基輔羅斯分裂成3個部份：尚未被蒙古征服的西北部份是加利西亞-沃里尼亞王國，成為白俄羅斯和西烏克蘭的一部份；東南部的烏克蘭和俄羅斯，依據被蒙古征服時間的不同，分裂成東南烏克蘭和俄羅斯，加上波蘭立陶宛大公國的軍事干預，基輔羅斯最終分裂為俄羅斯、烏克蘭、白俄羅斯三個國家。
被蒙古征服后，莫斯科公國开始同金帐汗国合作镇压其他反抗蒙古统治的公国。莫斯科公国的统治者相继经由同蒙古合作获封諾夫哥羅德大公和弗拉基米尔大公的身份，并在消灭诺夫哥罗德共和国、与蒙古合作镇压特維爾的反蒙古叛乱后逐渐從吞并了原基辅罗斯的北部各省。此時蒙古金帳汗國則由於內部分歧和爭奪大汗王位，分裂成許多小國，如喀山汗國、阿斯特拉罕汗國和克里米亞汗國。伊凡四世时期，莫斯科大公国相继击败了这几个蒙古政权。
这一时期，现今烏克蘭的大片区域受立陶宛大公國的統治，隨後又被波蘭立陶宛聯邦统治。烏克蘭中部的哥薩克人和哥薩克酋長國拒絕接受波蘭貴族的控制；因波蘭強迫西烏克蘭改信天主教，經常與波蘭聯邦發生衝突，并因波兰的压迫使得赫梅利尼茨基起义爆发。最終哥薩克議會於1654年通過佩列亞斯拉夫條約，同莫斯科公國结盟。然而，俄国统治者在随后背弃盟约并取消了哥萨克的自治权。18世紀，在俄羅斯女皇葉卡捷琳娜二世與普魯士和奧地利聯合瓜分波蘭後，俄羅斯吞并西乌克兰地区。

### 蘇聯時代
俄国二月革命後，俄羅斯臨時政府和烏克蘭中央議會之間保持官方關係。俄国政府於1918年年初軍事侵略烏克蘭後，烏克蘭宣布完全獨立於俄羅斯共和國。烏克蘭和俄羅斯曾一度簽訂和約，同年卻又爆發軍事衝突。第一次世界大戰結束後，在乌克兰-苏维埃战争中，俄羅斯人和烏克蘭人都攻打持敵對政治信仰者。
俄烏兩國皆是蘇維埃社會主義共和國聯盟的創始成員，亦為蘇聯解體相關條約的簽署國。
1932年到1933年，爆發烏克蘭大飢荒，造成大約240萬至750萬烏克蘭人死亡，是烏克蘭在和平時期死亡人數最多的災難。有學者認為大飢荒並非源於自然因素，而是蘇聯共產黨總書記約瑟夫·斯大林有預謀地破壞烏克蘭農業，因此一些人視大飢荒為對烏克蘭人的種族滅絕；俄羅斯學者反駁，大飢荒時期俄羅斯國內也有許多人（如哈薩克等）餓死，因此並非針對烏克蘭種族滅絕，而是一場失敗的經濟改革造成的。不過烏克蘭糧食產地卻受到影響比較大。
但1954年，赫魯雪夫蘇聯最高蘇維埃主席團在未說明下指派把克里米亞劃歸烏克蘭，從此克里米亞成為烏克蘭蘇維埃社會主義共和國的領土。由于俄国占领期间长期奉行种族清洗政策，和著名的克里米亚鞑靼人强制流放在内的一系列种族灭绝事件，乌克兰独立时克里米亚州是其各州中唯一一个俄罗斯族人口较乌克兰族更多的地区。此外，位于克里米亚半岛西南岸的港灣都市塞凡堡也存在着相同的问题。
以上兩個重要歷史接續事件為烏克蘭和俄羅斯各自獨立後留下一些問題。

### 烏克蘭獨立後

#### 1990年代
乌克兰独立公投中，两地都以多数票数支持自苏联独立并加入乌克兰。但当地的部分俄族人口则趁机作乱，另外苏联成立后，克里米亚本划归俄罗斯苏维埃社会主义共和国也不被認可。俄羅斯最高蘇維埃更于1992年主張克里米亚和塞凡堡為其領土，导致乌俄关系一度紧张。最后两国谈判达成协议，俄国承认乌克兰对克里米亚和塞凡堡的主权，但强租塞凡堡的港口20年作为其黑海舰队的基地。此外，前章所述大饑荒事件也於2010年1月13日，基輔上訴法院裁定斯大林、卡岡諾維奇、莫洛托夫、丘巴爾等當時的蘇聯共產黨幹部犯下種族滅絕罪。

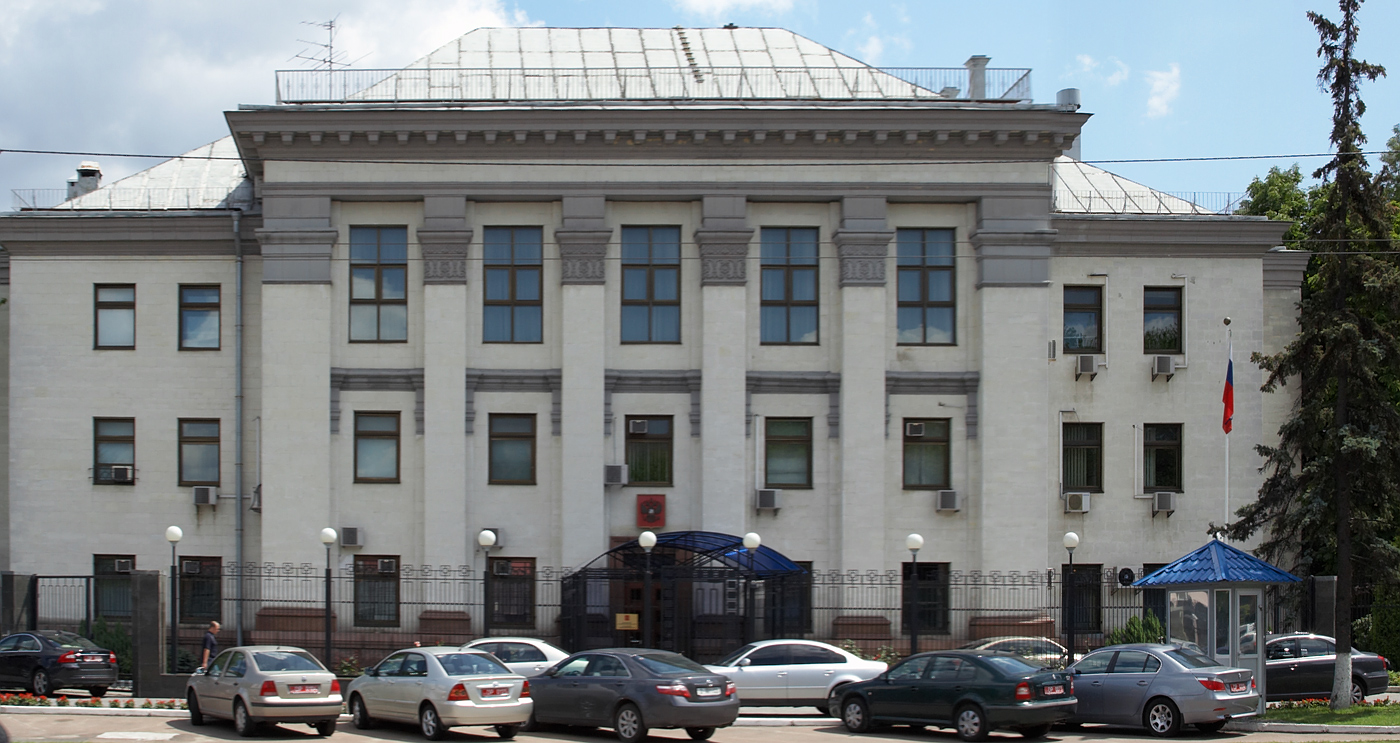
俄羅斯駐烏克蘭大使館

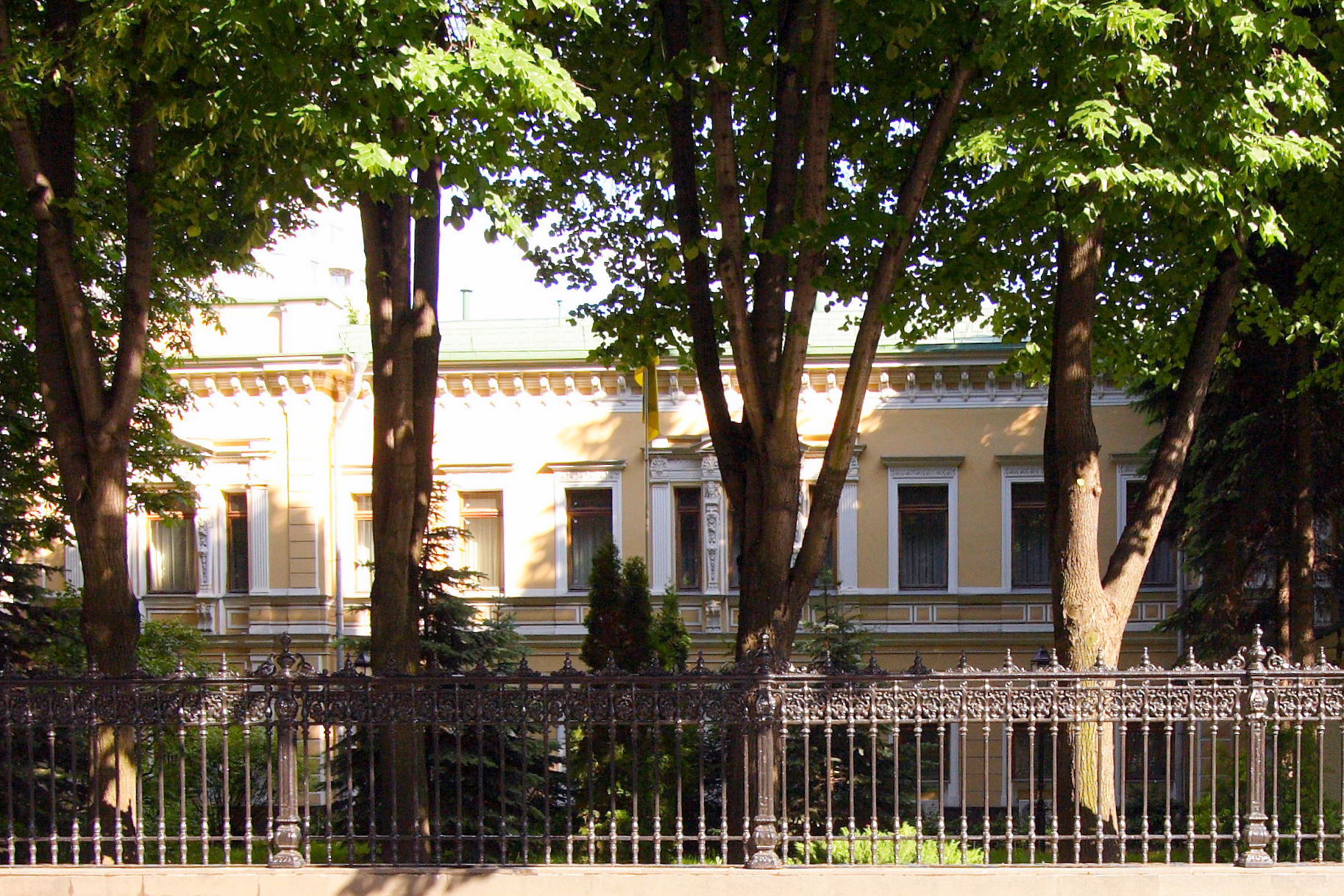
烏克蘭駐俄羅斯大使館

1994年12月5日，烏克蘭、俄羅斯、美國和英國在匈牙利首都布達佩斯簽署《布达佩斯安全保障备忘录》。這份備忘錄主要關注烏克蘭無核化，以及「尊重烏克蘭現有領土的獨立和主權」、「避免使用武力等方式威脅烏克蘭」。包括俄罗斯在内的各国承诺尊重乌克兰的主权和领土完整。
1997年，烏克蘭到俄罗斯的出口總額佔烏克蘭出口總額的26.2%,而這比率在1998年—2000年中下降到23%左右；俄罗斯到烏克蘭的出口總額则长期佔俄罗斯出口总额的45%—50%。烏克蘭高達70%—75%的天然氣和近80%的石油來自俄羅斯，而烏克蘭出口到俄罗斯的產品包括黑色金屬、鋼材、電氣機械、機床設備、食品、產品等等；俄羅斯亦是烏克蘭的第四大投資國。

#### 第二季莫申科政府時期
在2008年南奥塞梯战争後，由於烏克蘭支持格魯吉亞並向之銷售武器，烏克蘭和俄羅斯的關係惡化。烏克蘭政治組織烏克蘭國民大會—烏克蘭人民自衛組織指烏克蘭在戰争中派兵協助喬治亞軍隊，但烏克蘭政府否認。而且，俄羅斯拒絕遵守對黑海艦隊使用塞凡堡的新規則，惡化俄烏兩國關係。
2008年10月2日，時任俄羅斯總理普京指責烏克蘭在南奧塞梯戰爭中向格魯吉亞提供武器，又指莫斯科有證據證明在戰爭期間有烏克蘭軍事專家踏足衝突區，但烏克蘭總檢察長其後證實，沒有烏克蘭武裝部隊人員參加2008年南奧塞梯戰爭，又指烏國沒有向格魯吉亞提供授助，向格魯吉亞提供武器是根據早前簽訂的合約。
2009年1月，俄羅斯在與烏國就天然氣價格發生糾紛後切斷烏克蘭的天然氣供應。普京其後指烏克蘭無力解決經濟問題，時任俄羅斯總統梅德韋傑夫亦指烏克蘭必須彌補俄羅斯提供天然氣造成的損失。在糾紛期間，幾乎所有俄羅斯媒體批評乌克兰貪婪地利用俄羅斯的廉價天然氣。

#### 亞努科維奇執政時期

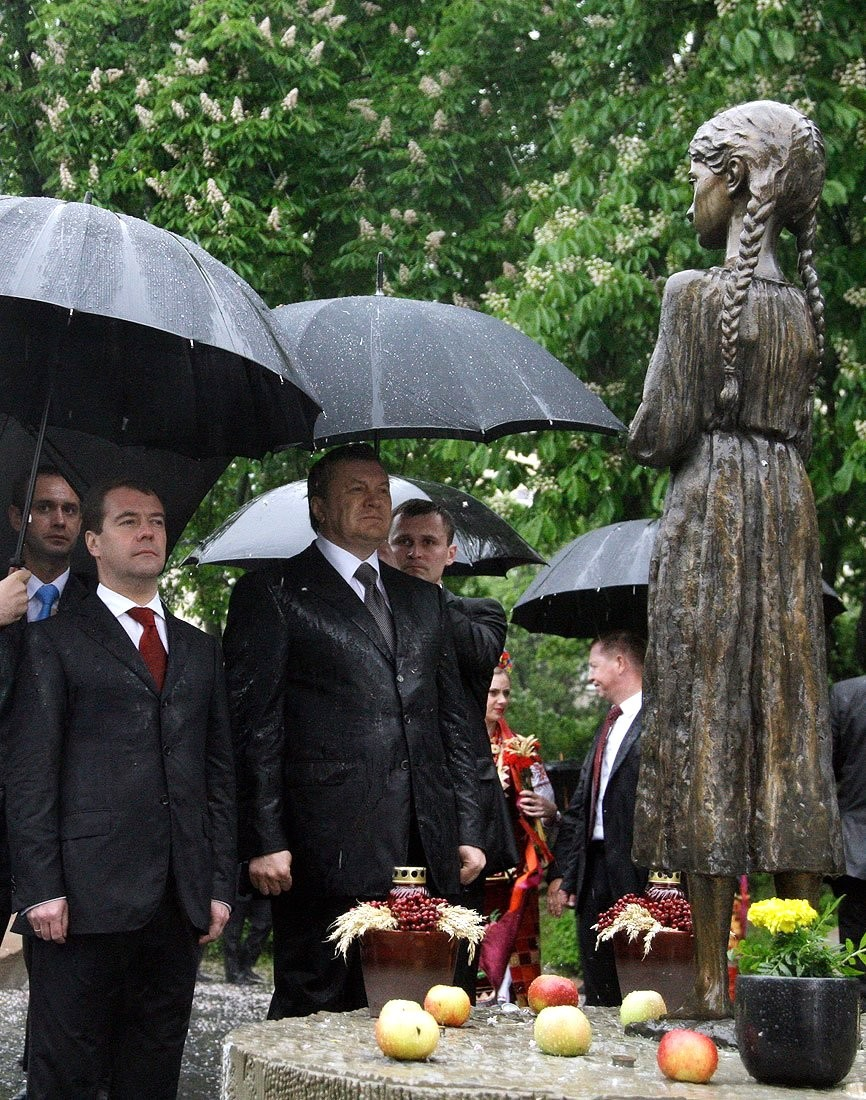
俄羅斯總統梅德韋傑夫和烏克蘭總統亞努科維奇向大飢荒死者獻花

維克托·亞努科維奇被評價為最親俄的民選烏克蘭總統。自從當選，他履行了所有俄羅斯總統梅德韋傑夫提出的要求。2010年4月，亞努科維奇和梅德韋傑夫簽署了關於續借塞凡堡海军基地供俄国黑海舰队使用和未來25年天然氣折扣優惠的協議，在烏克蘭境內外極具爭議性。2010年5月17日，梅德韋傑夫抵達基輔，進行為期兩天的訪問。
2013年8月，烏克蘭成為歐亞經濟共同體的觀察員。

#### 乌克兰亲欧盟示威运动、俄罗斯侵占克里米亞和顿巴斯战争
2013年11月，由于时任乌克兰总统亚努科维奇在俄国授意下突然违背竞选承诺拒绝和欧盟签订联系国协定和自由贸易协定，并试图加入俄国主导的欧亚经济共同体，乌克兰各地爆发了大规模的示威运动，要求亚努科维奇履行承诺同歐洲聯盟簽署聯合協議和自由貿易協議，拒絕成為歐亞經濟共同體成員國。随后示威运动其後漫延至乌克兰全境，亚努科维奇当局强行通过违宪的乌克兰反示威法并试图暴力弹压抗议，结果导致更大规模的冲突。示威者随即要求亞努科維奇政府下台、提前舉行大選、對現屆政府人員進行制裁。
2014年2月，亚努科维奇以访问哈尔科夫市为由离开基辅并叛逃至俄罗斯。2014年2月22日，烏克蘭國會表決將總統亞努科維奇革職。亚努科维奇叛逃后，请求俄国出兵帮助其复位，但俄国却趁机派出除去了识别标识的俄军部队（小绿人）占领了克里米亚半岛和塞凡堡直辖市并在控制当地议会后举办了不受国际承认的“入俄公投”，强行吞并了克里米亚半岛。3月18日，俄羅斯正式将克里米亞和塞瓦斯托波爾市作為聯邦主體編入克里米亞聯邦管區。事后，亚努科维奇承认是其要求俄国出兵协助其夺权，但称其并未支持俄罗斯吞并克里米亚，并希望俄总统普京能让克里米亚回归乌克兰。
在侵占克里米亚后，2014年3月2日，俄罗斯联邦委员会主席表示，俄乌之间是兄弟国家，两国永远不会交战。但与此同时，策划入侵克里米亚的战犯伊戈尔·斯特列尔科夫在内的俄罗斯特工又继续在乌克兰多地策动叛乱活动，并成功占领了顿内次克和卢汉斯克两个州府，顿巴斯战争爆发。由于俄国支持的叛军一度被乌克兰政府军压制，俄国派出了其武装部队秘密参战。这期间，越境进入乌克兰的俄国部队还因将外国民航机误认为乌克兰运输机并发射导弹攻击，制造了马来西亚航空17号班机空难，导致三百余名途径乌克兰领空的外国乘客和机组成员丧生。
烏克蘭最後仍與歐盟簽署了推遲已久的自由貿易協定，并于俄国于2022年全面入侵后签署了申请加入欧盟的正式文件。

#### 2021年—2022年俄烏危機
2021年7月12日，俄羅斯總統普京發表《論俄羅斯人和烏克蘭人的歷史統一》，把烏克蘭和俄羅斯描述為同一個國族。2021年11月，乌克兰高级官员表示，發現俄罗斯正集结重兵，可能於两个多月后发动大规模入侵行动。2021年12月，美国情报体系官员警告，俄罗斯正计划于2022年1月向乌克兰发动大规模军事进攻。

#### 2022年俄罗斯入侵乌克兰
2022年2月21日，俄羅斯正式承認其在顿巴斯战争期间于烏克蘭東部扶植的傀儡政权頓內次克人民共和國和盧甘斯克人民共和國，並以「維和」名義派軍進駐；22日進一步與這兩國建交。歐美各國指責俄羅斯侵略烏克蘭，相繼制裁俄羅斯。24日，俄羅斯全面進攻烏克蘭，烏克蘭總統澤倫斯基隨即宣佈與俄羅斯斷交。3月2日，乌克兰驻莫斯科大使馆的烏克蘭國旗被降下，示意该建筑是乌克兰大使馆的标志也被拆除，大门緊閉。
2022年7月11日，俄罗斯总统普京签署总统令，规定乌克兰所有居民可以通过简化程序获取俄罗斯公民身份。此前获得俄罗斯公民身份的简化程序只适用于顿涅茨克、卢甘斯克、赫尔松州和扎波罗热州的居民。2022年9月23日，俄国在俄占顿内次克、俄占卢汉斯克、俄占赫尔松和俄占扎波罗热举办了不受国际承认的入俄公投，并于两周后径自宣布公投获“高票通过”。10月5日，俄罗斯总统普京正式宣称将以上乌克兰的4州并入俄罗斯。
2023年6月13日，俄罗斯总统普京宣佈废止俄羅斯与乌克兰于2003年签署的俄乌两国共同利用亚速海和刻赤海峡的条约。
2023年9月29日，普京簽署內部命令，暫時單方面允許烏克蘭證件持有者進入俄羅斯，即使文件過期亦然。其後2023年10月30日，俄罗斯外交部表示，自1997年1月16日俄罗斯与乌克兰签署的免签证旅行协议已經於2023年1月1日起终止。

## 国情对比
|                                           | 俄罗斯 | 乌克兰                                                                                          |
| ----------------------------------------- | --- | ----------------------------------------------------------------------------------------------- |
| 国徽                                      | |                                                                                                 |
| 国旗                                      | 俄罗斯 | 乌克兰                                                                                          |
| 地图                                      | |                                                                                                 |
| 人口                                      | 146517273 | 42135249                                                                                        |
| 面积                                      | 17,124,442 平方公里                                                                                                 | 603,700 平方公里                                                                                |
| 人口密度                                  | 8人/平方公里（21人/平方英里）                                                                                       | 73.8/平方公里（191人/平方英里）                                                                 |
| 时区                                      | 11 | 1                                                                                               |
| 专属经济区                                | 8095881 km2（3125837 sq mi）                                                                                        | 6805586 km2（2627651 sq mi）                                                                    |
| 首都                                      | 莫斯科 | 基辅                                                                                            |
| 最大城市                                  | 莫斯科（pop. 11503501, 15500100 Metro）                                                                             | 基辅（pop. 2900920, 3375000 Metro）                                                             |
| 政体                                      | 联邦制 半总统制 共和国                                                                                              | 单一制 半总统制 共和国                                                                          |
| 现任国家元首                              | 弗拉基米爾·普京 | 弗拉迪米爾·澤倫斯基                                                                             |
| 现任政府首脑                              | 米哈伊尔·米舒斯京                                                                                                   | 杰尼斯·什米加尔                                                                                 |
| 官方语言                                  | 俄语（事实上） | 乌克兰语（事实上）                                                                              |
| 主要宗教                                  | 61%基督宗教 （60% 俄羅斯正教會 1% 其他基督教會 ） 24% 無宗教 9% 伊斯蘭教 4% 未表態 2% 其他宗教（包含佛教） （2023） | 72% 東正教 10% 無神論 9% 天主教 （包含拉丁禮與希臘禮） 2% 新教 2% 其他基督宗教 3% 其他 （2022） |
| 民族                                      | 71.1% 俄罗斯族 3.2% 塔塔爾族 1.1% 巴什基爾族 1.1% 車臣族 11.1% 其他民族 11.6% 未表態                                | 78% 乌克兰族 17% 俄罗斯族 4.9% 其他/不明                                                        |
| 国内生产总值（国际货币基金组织数据）      | $14,735 亿美元（2020年，国际汇率）                                                                                  | $1,422 亿美元（2020年，国际汇率）                                                               |
| 人均国民生产总值 （国际货币基金组织数据） | $11,654 美元（2021年预测，国际汇率）                                                                                | $3,984 美元（2021年预测，国际汇率）                                                             |